# Roanoke (Virgínia)
Roanoke é uma cidade independente situada no Estado norte-americano de Virgínia. Segundo o Censo de 2010, sua população é de 97 302 habitantes. A cidade está localizada no Vale de Roanoke, pertencente a Região de Roanoke da Virgínia.
Além de ser o maior município do Sudoeste da Virgínia, Roanoke é também o principal município da Área Estatística Metropolitana de Roanoke (em inglês: Roanoke Metropolitan Statistical Area - MSA), cujo total de sua população em 2010 era de 308 707 habitantes. Esta área metropolitana é composta pelas cidades independentes dos de Roanoke e Salem, além dos municípios de Botetourt, Craig, Franklin e o Condado de Roanoke. Dividida pelo rio Roanoke, a cidade é o centro comercial e cultural de grande parte do Sudoeste da Virgínia e de partes situadas ao sul da Virgínia Ocidental.

## Características gerais

### Geografia
De acordo com o Centro de Censo dos Estados Unidos (em inglês: United States Census Bureau), a cidade tem uma área total de 111,1 km². Deste montante, a terra firme corresponde a 110,1 km². A superfície coberta pela água é de 0,8 km². O Carvins Cove, considerado como o segundo maior parque municipal da América, fica no nordeste do Condado de Roanoke e no sudoeste do Condado de Botetourt, com uma superfície de 51 km².

### Cidades-irmãs
Roanoke possui sete cidades-irmãs, sendo elas:
- Florianópolis;
- Kisumu;
- Lijiang;
- Opole;
- Pskov;
- Saint-Lô;
- Wonju.

### Pessoas notáveis
A cidade de Roanoke é o lar natal de diversas personalidades, dentre as quais destacam-se nomes como:
- John Mather, o astrofísico vencedor do Prémio Nobel de Física em 2006;[8]
- John Alan Maxwell, artista norte-americano;[9]
- John Payne, ator;
- Walter Muir, mestre internacional de xadrez.[10]